# Lenni Brenner
Lenni Brenner (* 25. April 1937 in Berkeley) ist ein US-amerikanischer Zionismuskritiker.

## Leben
Brenner wurde als Sohn orthodoxer Juden in den USA geboren. Er schloss sich einer marxistischen Gruppierung an und kämpfte für die Rechte der schwarzen Bevölkerung. 
Brenner verurteilt und bekämpft den Zionismus, den er als eine weitere Form von Rassismus bezeichnet. Sein Buch The Zionism in the Age of the Dictators erschien 1984 und behandelt die Kollaboration von Zionisten mit Europas Faschisten in der Zeit bis 1945. 2007 erschien sein Buch, erweitert und aktualisiert, in Deutsch unter dem Titel Zionismus und Faschismus.

## Publikationen (Auswahl)
- 51 Documents. Zionist Collaboration with the Nazis, Barricade Books Inc. 2002, ISBN 978-1-56980-235-9.
- Zionismus und Faschismus. Über die unheimliche Zusammenarbeit von Faschisten und Zionisten, Kai Homilius Verlag, Berlin 2007, ISBN 978-3-89706-873-5 (Originaltitel: The Zionism in the Age of the Dictators).